# Пот

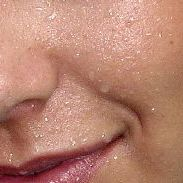
Капли пота

Пот — водный раствор солей и органических веществ, выделяемый потовыми железами.
Испарение пота служит для терморегуляции у многих видов млекопитающих.
Также пот играет значительную роль в социально-биологических процессах передачи информации между млекопитающими. С потом переносятся феромоны и множество биологически активных веществ. У человека больше всего потовых желёз на ладонях — до 2500 на один квадратный сантиметр.
Запах пота бывает как отталкивающим, так и притягательным в зависимости от половой принадлежности субъекта и готовности к спариванию. Пот здорового человека сам по себе почти не пахнет. Выраженный, характерный запах появляется только тогда, когда бактерии (живущие на теле у человека и на одежде) начинают размножаться и использовать пот в своей жизнедеятельности. Именно продукты жизнедеятельности этих бактерий и образуют запах.

## Состав пота
Состав и объём жидкости пота может колебаться в очень широких пределах в зависимости от условий окружающей среды.
В среднем при комнатной температуре человек выделяет 400—600 мл пота в сутки. В жаркую погоду, а также вследствие тяжёлого физического труда возможно выделение 1—2 л пота в час; при сочетании этих факторов потоотделение может достигать до 10—12 л в сутки.
В состав пота входят продукты минерального обмена, сернокислые соединения, фосфаты, хлористый калий, соли кальция, а также продукты белкового обмена: мочевина, молочная кислота, мочевая кислота, аммиак, некоторые аминокислоты, летучие жирные кислоты. Кислая реакция пота (pH 3,8—6,2) способствует бактерицидности кожи.

## Функция потоотделения
При действии высокой температуры окружающей среды рефлекс[какой?] возникает вследствие раздражения рецепторов кожи, воспринимающих тепло.
Потовые железы участвуют в регуляции температуры тела. На испарение одного литра пота затрачивается 2436 кДж, в результате чего организм охлаждается. При низкой температуре окружающей среды потоотделение резко уменьшается. При насыщении воздуха водяными парами испарение воды с поверхности кожи прекращается. Поэтому пребывание в жарком сыром помещении плохо переносится.

## Выделение пота у животных
Птицы не имеют желёз на коже. Их организм работает более интенсивно и охлаждается с помощью высокоразвитой дыхательной системы. Также существуют млекопитающие, не имеющие (или имеющие очень малое количество) потовых желёз и, как следствие, не способные потеть. Примером могут служить свиньи, кролики. У этих животных нет рабочих потовых желёз. У домашней кошки и собаки потовые железы развиты очень слабо (на подушечках лап, кончике носа и в очень малом количестве — в ушах), они в небольшой степени охлаждают свой организм, открывая пасть и/или высовывая язык.

## Народное творчество
С потом связано множество метафор и поговорок: «мёртвые не потеют», «с потом и кровью», «до седьмого пота» и т. д.